# British shorthair
Ne doit pas être confondu avec British longhair.
Le british shorthair est une race de chat originaire de Grande-Bretagne, descendant des chats de ferme britanniques qui aidaient les agriculteurs à se débarrasser de nuisibles. Ces chats sont ensuite appelés british shorthair (de l'anglais « britannique à poils courts ») pour les différencier des chats étrangers, et pour qualifier leur poil court. Originellement apprécié pour ses qualités de chasseur, le british finit peu à peu dans les foyers puis atteint une forte popularité à l'échelle mondiale, vers la fin du XIXe siècle. Cette race a souffert des deux guerres mondiales, qui ont failli la faire disparaître, mais elle a été maintenue grâce à des croisements avec d'autres chats, notamment des persans, et fait aujourd'hui partie des races les plus appréciées.
De taille moyenne à grande, il est caractérisé par ses formes arrondies et ses grands yeux. Bien que le bleu soit le pelage le plus représentatif du british, une large palette de couleurs est autorisée en exposition. Ce chat d'intérieur est réputé pour son tempérament calme et son air pataud dû à ses formes dodues. Il est souvent décrit comme affectueux et douillet, facile à dresser.

## Historique

### Origines
L'ancêtre du british shorthair aurait été apporté en Grande-Bretagne dans l'Antiquité par les romains,, qui eux-mêmes l’aurait trouvé en Égypte,, pour chasser les rongeurs car ce chat particulièrement résistant pouvait survivre à des voyages en mer,. Il s'est d'ailleurs adapté à la rudesse du climat britannique à l'aide de sa fourrure courte mais dense et presque imperméable. D'abord appréciés pour leurs prouesses dans le domaine de la chasse, très utilisés dans la dératisation (ils sont même mentionnés dans des textes juridique du Xe siècle), ils prennent petit à petit leur place dans les domiciles britanniques et deviennent très recherchés pour leur caractère paisible et tendre,. 
L'élevage sélectif des meilleurs exemples du type a commencé au XIXe siècle, principalement avec le développement de la variété inhabituelle bleue appelée « British Blue » . C'est en 1870 que ces chats sont reconnus comme une race. Certaines sources attribuent directement à Harrison Weir le concept initial de standardisation des british. En 1871, des éleveurs anglais, tels que H. Weir, sélectionnent les plus beaux chats de gouttière pour la première exposition féline qui a lieu au Crystal Palace de Londres. C'est une chatte british shorthair bleu tabby qui remporte cette toute première exposition féline,.

Lors de l'arrivée des persans en Angleterre, ces nouveaux venus plus « exotiques » eurent rapidement un grand succès et parvinrent à dépasser le british shorthair en popularité,, au grand dam de nombreux éleveurs, comme Weir d'ailleurs, sa déception face à cet « abandon du shorthair britannique »,.

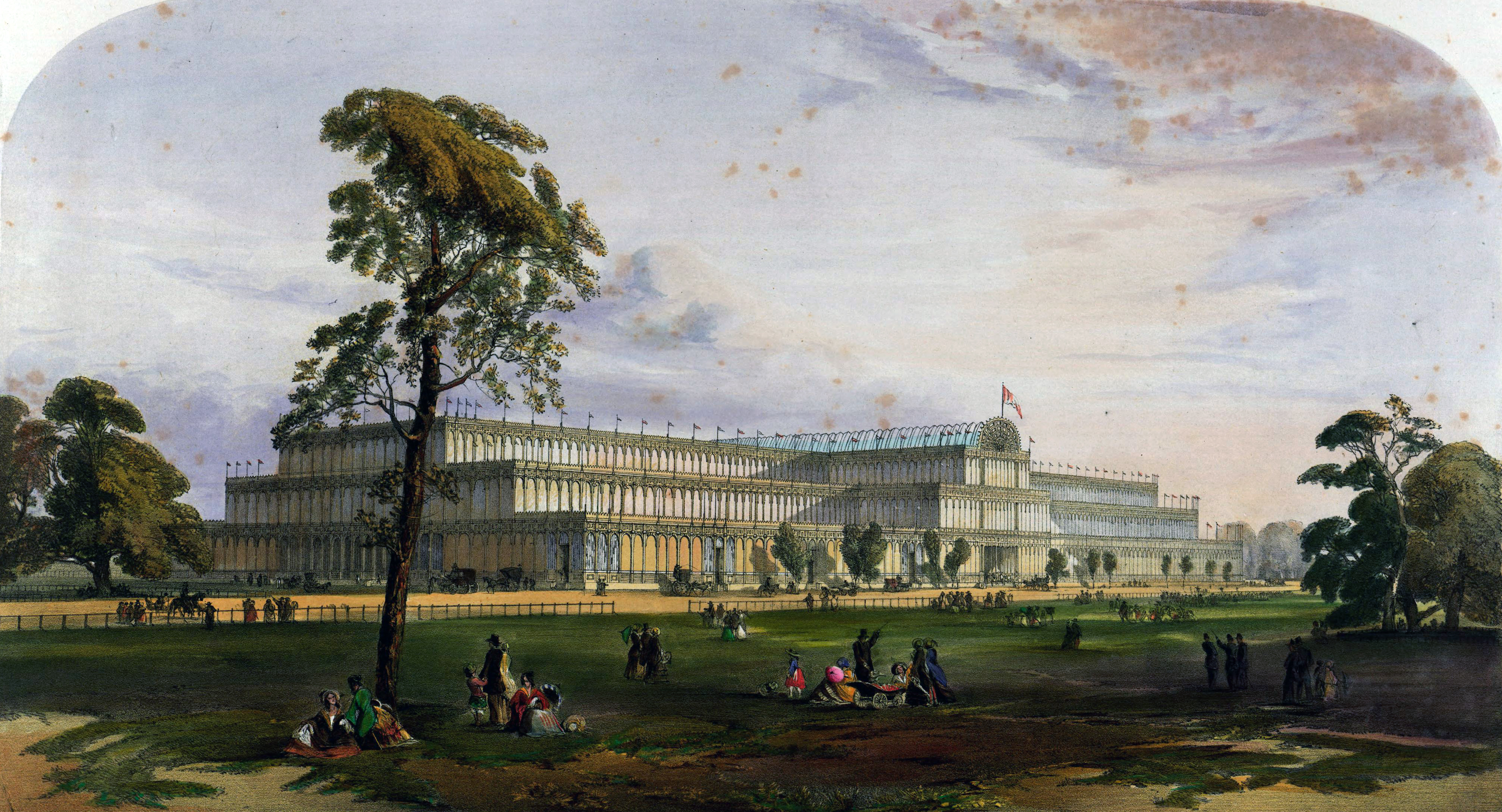
Illustration du Crystal Palace, bâtiment où s'est déroulée la première exposition féline.

Le british shorthair est l'homologue de l'européen de l'Europe continentale et de l'american shorthair des États-Unis. Il est vraisemblable que dès le début des années 1900, les british shorthair soient importés vers les États-Unis, bien qu'ils soient enregistrés sous le nom « domestic shorthair » jusque dans les années 1950.

La Première Guerre mondiale porte un coup important à l'élevage de british shorthair, qui se trouve presque éteint,. Afin de pouvoir relancer la race, des croisements avec des chats sans pedigree sont pratiqués, ayant pour conséquence la perte du physique typique à la race. Pour leur redonner leur rondeur perdue, le persan est utilisé,. La GCCF refuse alors d'enregistrer ces chats issus de croisement au titre de british shorthair et il faut attendre trois générations avant que les descendants puissent être à nouveau enregistrés,.

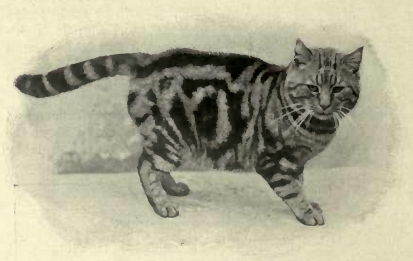
Xénophon, célèbre british shorthair d'expositions.

Après la Seconde Guerre mondiale, le même scénario se reproduit. En plus des chats de gouttière, il est vraisemblable que des croisements avec des bleus russes, des burmeses et des chartreux aient eu lieu. Les conséquences sont les mêmes qu'après la Première Guerre mondiale et il faut à nouveau faire appel aux persans. Le gène du poil long est ainsi introduit dans la race. Les chatons nés avec le poil mi-long dans les portées de british shorthair sont longtemps délaissés mais en France, en 2000, la variété est reconnue sous le nom de british longhair.
Les premiers british shorthair (qui étaient bleu-gris pour la plupart) avaient une forte ressemblance avec les chartreux, ce qui entraîna des croisements entre ces deux races, à tel point que la FIFé décida de ne reconnaître qu'une seule race. Mais, en 1977, la FIFé sépara à nouveau les deux races avec l'interdiction de les croiser.
La race est reconnue officiellement par la FIFé dès 1960 en Europe. Aux États-Unis, où il a été croisé avec des americans shorthair, le british shorthair est reconnu par la CFA en 1980, et par la TICA en 1979,. En France, le LOOF l'homologue en 1979.

### Popularité

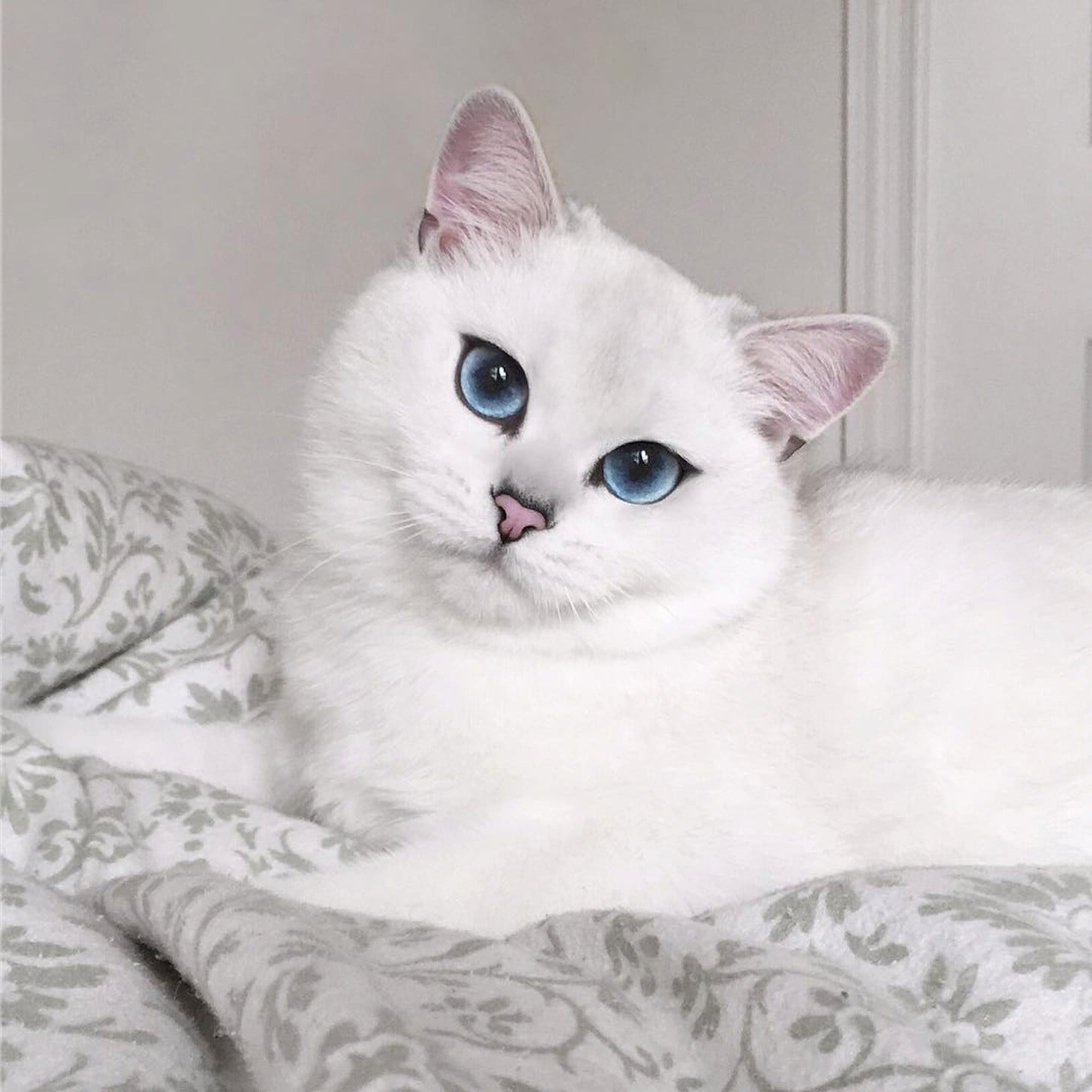
Photo de Coby, un british shorthair célèbre sur les réseaux sociaux.

Le british est l'une des races de chat les plus célèbres. Il s'agit de l'une des plus grandes sections de race des expositions félines du GCCF. Au Royaume-Uni, son pays d'origine, c'est la race la plus populaire. C'est d'ailleurs une race très reconnue mondialement : ce chat apparaît souvent dans le top 10 lors de sondages,. Il a également un grand succès sur les réseaux sociaux. Le british se situe dans les dix premières races du LOOF et, depuis 2002, c'est la race avec le plus de pedigrees enregistrés auprès du GCCF.
Au Canada, le British shorthair est la 5e race de chat la plus populaire entre 2016 et 2019, selon l’AFC.

## Standards
Les différents standards des associations félines sont globalement très proches pour décrire le « british shorthair idéal », bien que l'échelle des points varie selon les fédérations, certaines préférant privilégier la couleur de la robe à la forme du visage.
| Fédérations | Tête | Couleur des yeux                   | Corps | Robe | Couleur                         | Aspect général |
| ACF         | 30   | dix points inclus dans « Couleur » | 20    | 10   | 35                              | 5              |
| ACFA        | 25   | dix points inclus dans « Tête »    | 35    | 10   | 20                              | 10             |
| AFC         | 30   | dix points inclus dans « Tête »    | 30    | 10   | 20                              | 10             |
| CFA         | 25   | cinq points inclus dans « Tête »   | 35    | 20   | 20                              |                |
| FIFé        | 30   | 10                                 | 20    | 15   | 20                              | 5              |
| GCCF        | 20   | 10                                 | 35    | 20   | 15                              |                |
| LOOF        | 35   | cinq points inclus dans « Tête »   | 35    | 25   | dix points inclus dans « Robe » | 5              |
| TICA        | 35   | 6 points inclus dans « Tête »      | 35    | 30   | six points inclus dans « Robe » |                |
| WCF         | 30   | 10                                 | 20    | 25   | 10                              | 5              |

### Corps

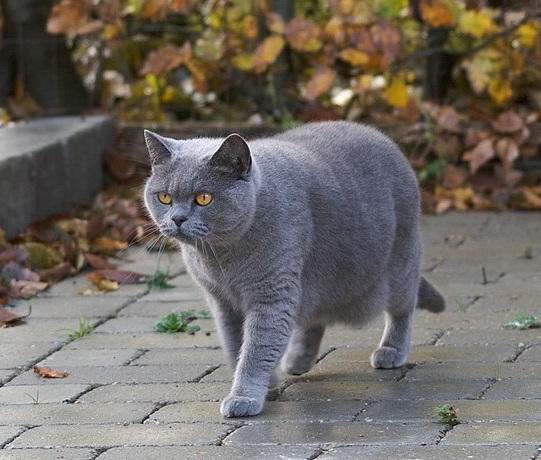
Le british est un chat robuste aux pieds ronds.

Le british shorthair est un chat tout en rondeur, robuste et puissant. À première vue, il devrait paraître légèrement arrondi et bien équilibré. Le british est l'une des races les plus larges et présente un dimorphisme sexuel assez marqué : les mâles ont tendance à être plus volumineux.
Il a un corps musclé au format semi-cobby. Ses hanches et ses épaules et sa poitrine sont larges, le rendant relativement imposant. Le manque de tonicité musculaire ou une ossature trop fine sont considérés comme des défauts. Les pattes, de longueur assez courte voire moyenne,, présentent également une musculature et une ossature puissantes. Au bout, les pieds sont ronds et fermes. La queue est épaisse à la base et garde plus ou moins la même épaisseur sur toute sa longueur. Le bout est arrondi, et la longueur de la queue doit égaler les deux tiers du corps. L'encolure est trapue et courte, pouvant donner l'impression qu'elle est inexistante.

### Tête

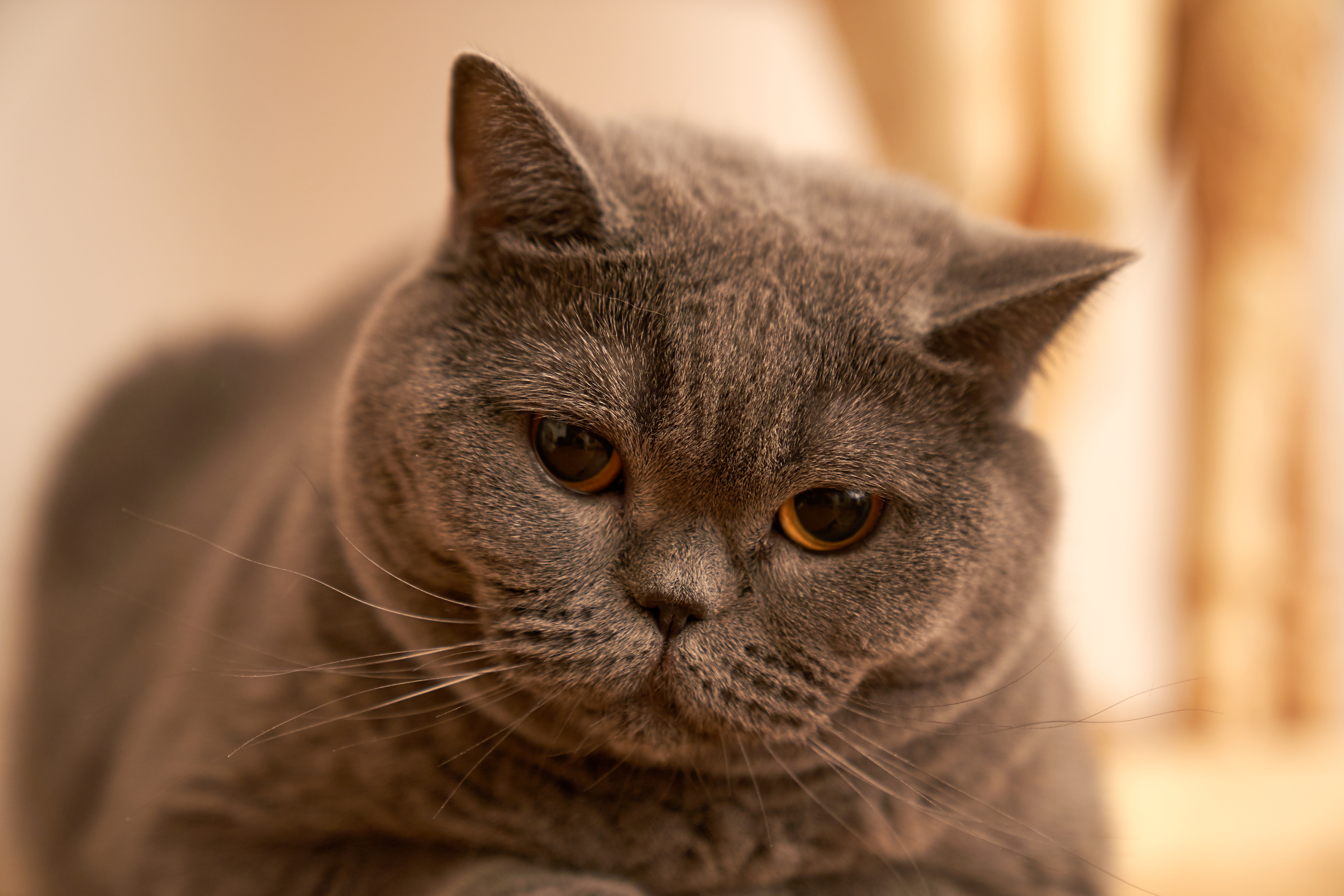
Le british shorthair a une tête ainsi que des yeux ronds.

Sa tête est large et ronde ; ses contours sont arrondis et ses joues sont pleines et potelées. Le museau est ferme et plein. Le menton, fort, ferme et profond, s'aligne avec le bout du nez. Les moustaches sont proéminantes. Le british shorthair ne doit toutefois pas avoir une apparence trop proche du persan ou de l'exotic shorthair avec son nez incurvé car cela serait considéré comme un défaut éliminatoire en exposition. Les yeux sont bien ouverts, larges, grands et ronds,. Ils sont éloignés l'un de l'autre (ce qui donne l'impression que le nez est encore plus large) et leur couleur doit être assortie à la robe du chat. Les yeux aux couleurs brillantes et intenses seront favorisés. Les oreilles, de taille moyenne à petite, sont bien écartées, larges à la base, et se finissent en arrondi. Comme les yeux, elles sont placées bien espacées sur la tête. Le standard de race demande un nez court, large et droit. De profil, un front arrondi doit conduire à un nez court et droit avec une cassure de nez ni trop prononcée ni trop peu profonde. Les narines doivent toutefois être bien ouvertes car, comme pour un nez trop long, des narines pincées entraînerait des pénalités en exposition.

### Robe et fourrure

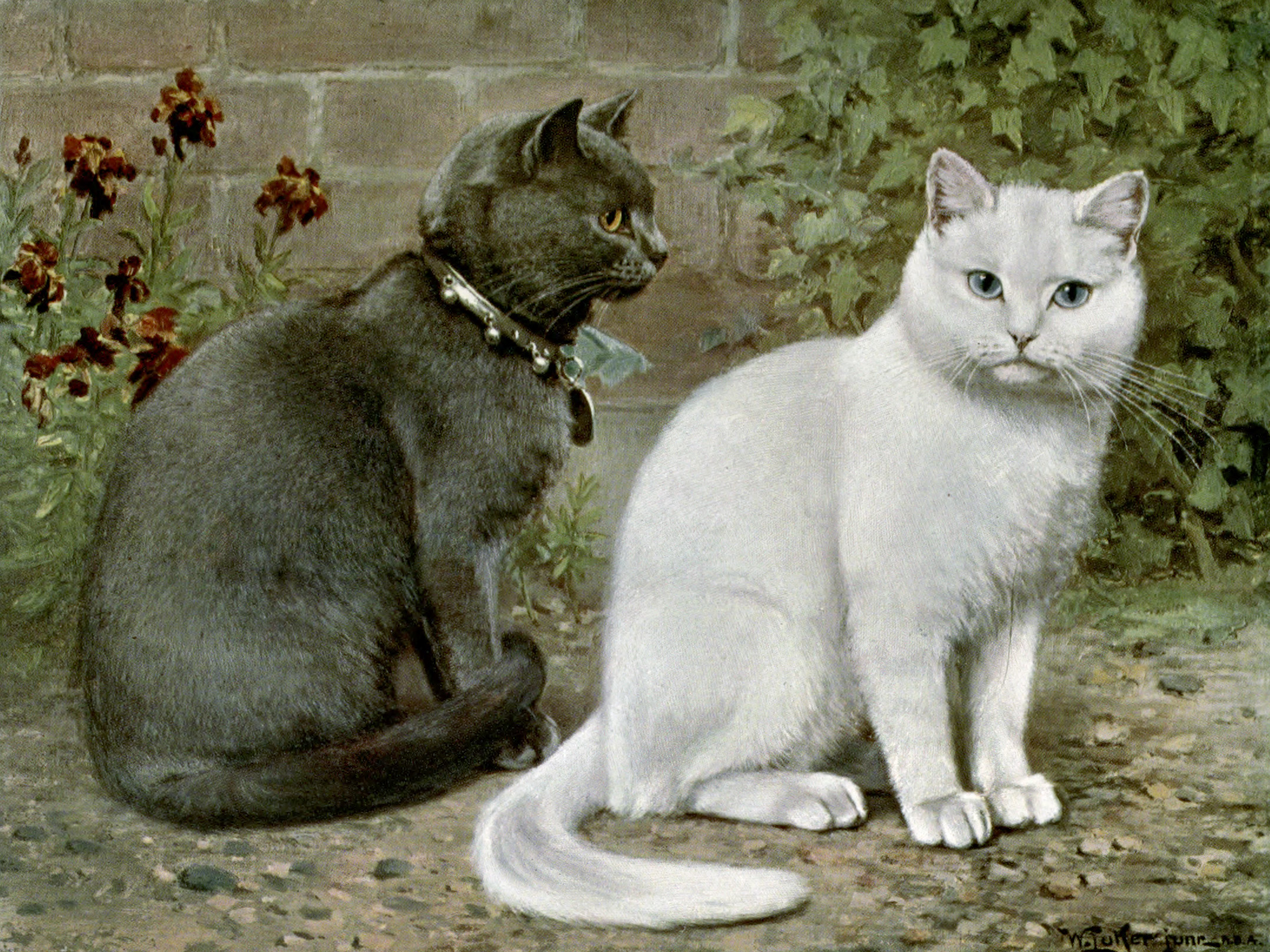
Peinture représentant des british.

Les chats british shorthair ont un corps musclé avec une fourrure courte et dense,avec un sous-poil épais facile à entretenir. Ils peuvent avoir le pelage de nombreux patrons différents avec une large gamme de couleurs telles que blanc, gris-bleu, noir, crème, argent, tabby ou encore écaille de tortue. La texture de la fourrure doit être ferme, crissante et pelucheuse. Lorsque le chat tourne la tête, le poil se sépare au niveau de l'encolure. Chez les sujets bleus, lilas et crème, des variations dans la texture du poil sont admises et, chez tous les sujets, sont acceptés les changements de densité saisonniers. Un poil trop long ou couché sur le corps serait une pénalité ainsi que le manque de sous-poil et de densité.
Toutes les robes et toutes les couleurs sont reconnues mais les éleveurs ont tendance à privilégier les couleurs unies, plus rares chez les chats de gouttière, qui leur permettent de se démarquer des chats sans pedigree et mettre en valeur leur élevage. Les taches blanches chez les chats dont la robe est autre que particolore entraîneraient l'élimination du chat lors d'une exposition ainsi que les marques fantômes chez les sujets de couleur unie.

#### Robes uniformes
Les chats british uniformes, ou unicolores ont une robe de couleur unie. Les couleurs de robe sont le blanc, bleu, noir et roux, mais également crème, chocolat et lilas. Certaines couleurs plus rares comme cinnamon, caramel ou encore abricot sont acceptées par certaines associations. La couleur de la robe ne doit pas varier : par exemple, un chat blanc ne doit pas présenter de taches brunes.
L’introduction de Persan chez le british a favorisé l’émergence du bleu alors très populaire. Le bleu est la plus emblématique des robes de british (bien que de nombreuses autres couleurs soient acceptées pour cette race),, parfois considéré comme une race à part entière, ce qui en fait la robe la plus chère et la plus demandée. À une époque, c'était la seule couleur reconnue aux États Unis. Le british bleu est le premier à avoir été produit en élevage. Il peut avoir un pelage de bleu clair à moyen, bien que la teinte plus claire soit favorisée. La couleur doit être très homogène : une teinte moyenne saine est plus acceptable qu'une teinte plus claire avec des imperfections ; la moindre tache blanche est disqualifiante en exposition. Les marques tabby ou blanches sont disqualifiantes. Ses yeux sont dorés, orange ou cuivre. Leur nez et les coussinets des pattes doivent être bleus.
Le british shorthair blanc doit être d'un blanc pur, sans pointe jaune. Les chatons peuvent néanmoins posséder de légères traces colorées sur la tête. Ses yeux sont bleu saphir profond, or ou cuivre. Les blancs aux yeux vairons doivent avoir un œil bleu saphir profond et un œil doré avec une profondeur de couleur égale. Le nez et les coussinets des pattes doivent être rose. Le GCCF considère que le british blanc représente moins d'un demi pour cent du total des inscriptions de chatons. Les chats blancs sont plus fragiles et présentent de nombreux problèmes de santé, notamment la surdité (50 % en sont atteints).
Le british shorthair noir est à l'origine de la lignée des british. C'est lui qui fut exposé au Crystal Palace en 1871. Les british noirs ont tendance à présenter un médaillon (une tache blanche sur le poitrail), mais il doit être entièrement noir de jais, sans teinte rouille, avec des poils blancs nulle part s'il veut avoir une chance de participer en exposition. Ses yeux sont dorés, oranges ou cuivre, sans trace de vert. Le nez et les coussinets sont noirs mais des teintes brunes sont acceptées.
Le chat roux doit avoir un pelage d'un rouge profond et brillant jusqu'à la racine des poils, sans aucune trace de blanc. Les chatons roux naissent souvent avec des rayures, qui disparaissent avec l'âge, bien que quelques marques demeurent sur le visage, les pattes et la queue. Ses yeux sont dorés ou cuivrés. Le nez et les coussinets des pattes sont rouge brique. Le crème, une version diluée du roux, est difficile à obtenir sans marques tabby, bien que les éleveurs de chats crèmes soient parvenus à réduire considérablement ces traces à force de croisements et d'une rigoureuse sélection. La robe du british crème doit être d'une teinte riche, les nuances plus claires étant favorisées en exposition. De légères marques tabby sont acceptables pour les chats de moins de cinq ans. Les traces de blanc sont pénalisantes. Les yeux du chat crème doivent être dorés ou cuivrés. Le nez et les coussinets des pattes sont de couleur rose.
Le chocolat est une couleur acceptée assez récemment chez le british. Il est souvent utilisé pour des croisements avec les colourpoints. Sont pelage doit être d'un brun uni, riche et foncé, sans ombres ni marques. Ses yeux sont jaunes, oranges ou cuivre. Le lilas, version diluée du chocolat, est l'une des plus récentes couleurs du british. Le chat lilas possède une robe gris rosé. Ses yeux sont orange ou cuivre. Ces deux couleurs, à l'origine développées par les siamois, ont été apportées au british vers les années 1980.
La couleur cannelle a été identifiée pour la première fois dans l'abyssin sorrel. Ce chat avait été étiqueté comme « rouge » jusqu'à la fin des années 1960, lorsque des tests ont prouvé que le génotype de l'abyssin rouge était en fait celui d'un cannelle tabby. Un groupe d'éleveurs de chercher à introduire la couleur chez les british au début des années 1990. Le cuir du nez et les coussinets de pattes doivent être roses ou brun cannelle.

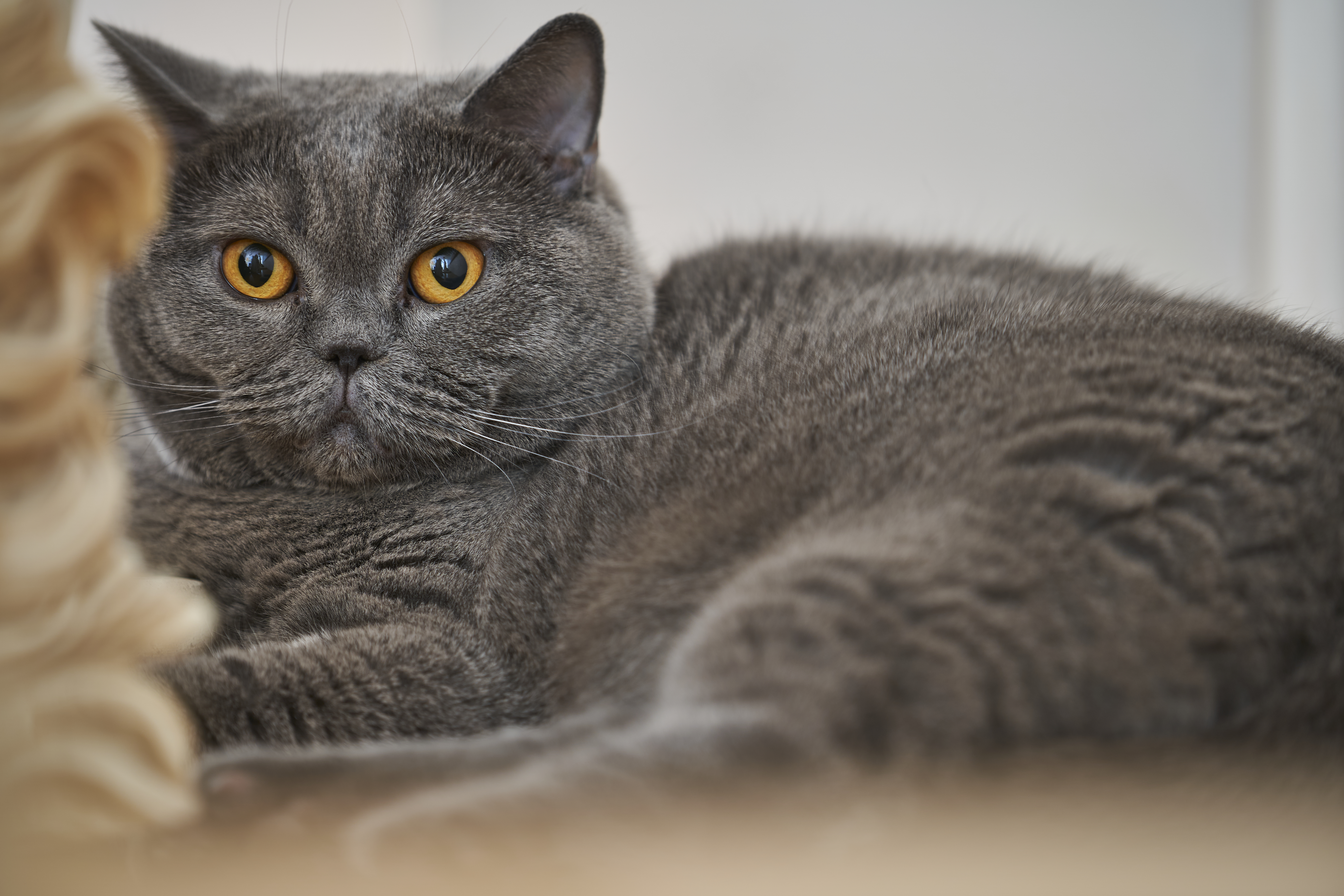
British bleu.
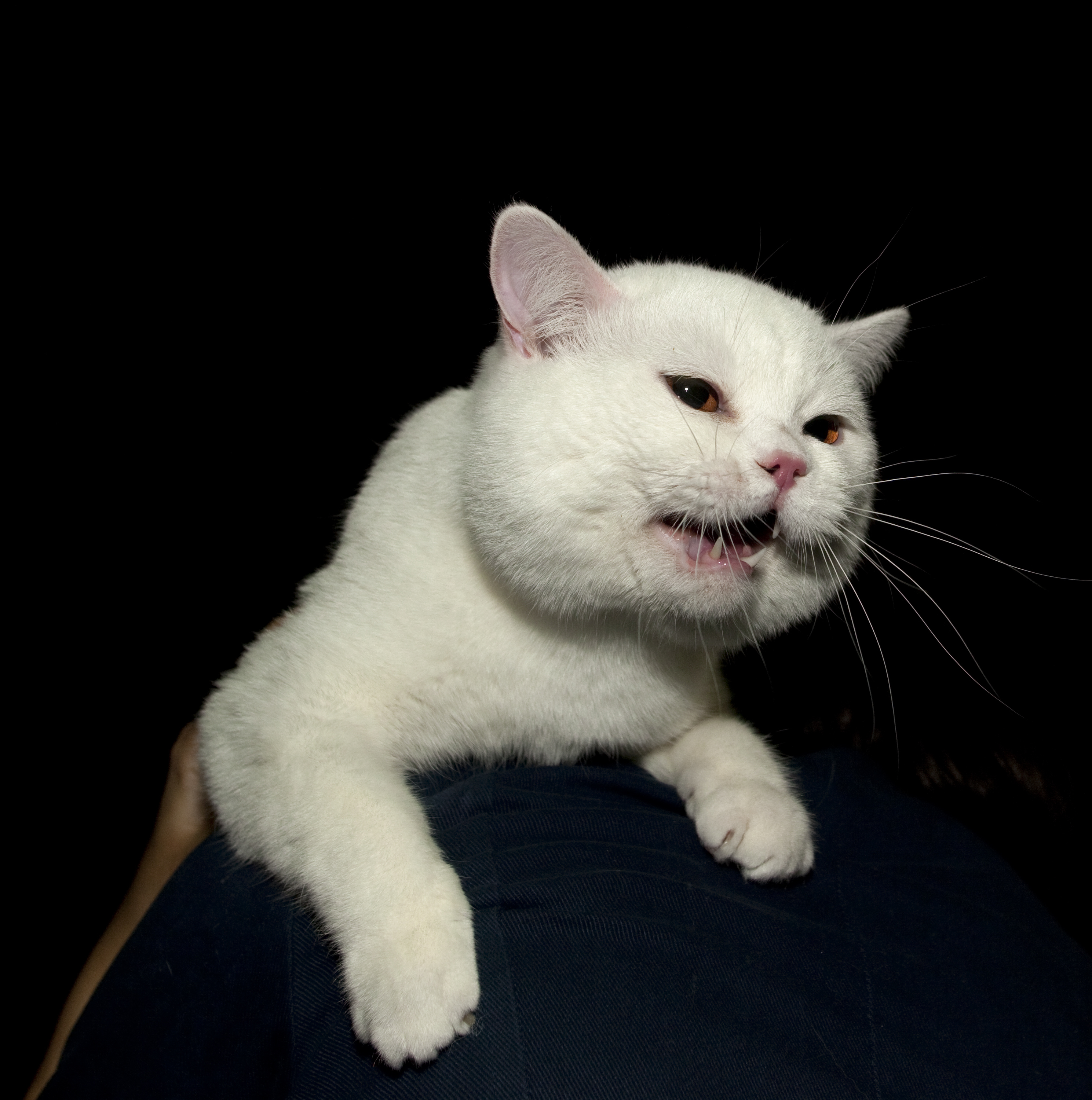
British blanc.
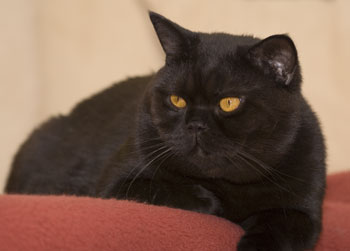
British noir.
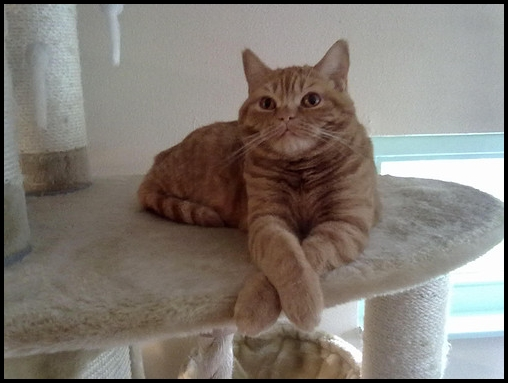
British roux présentant des marques tabby.
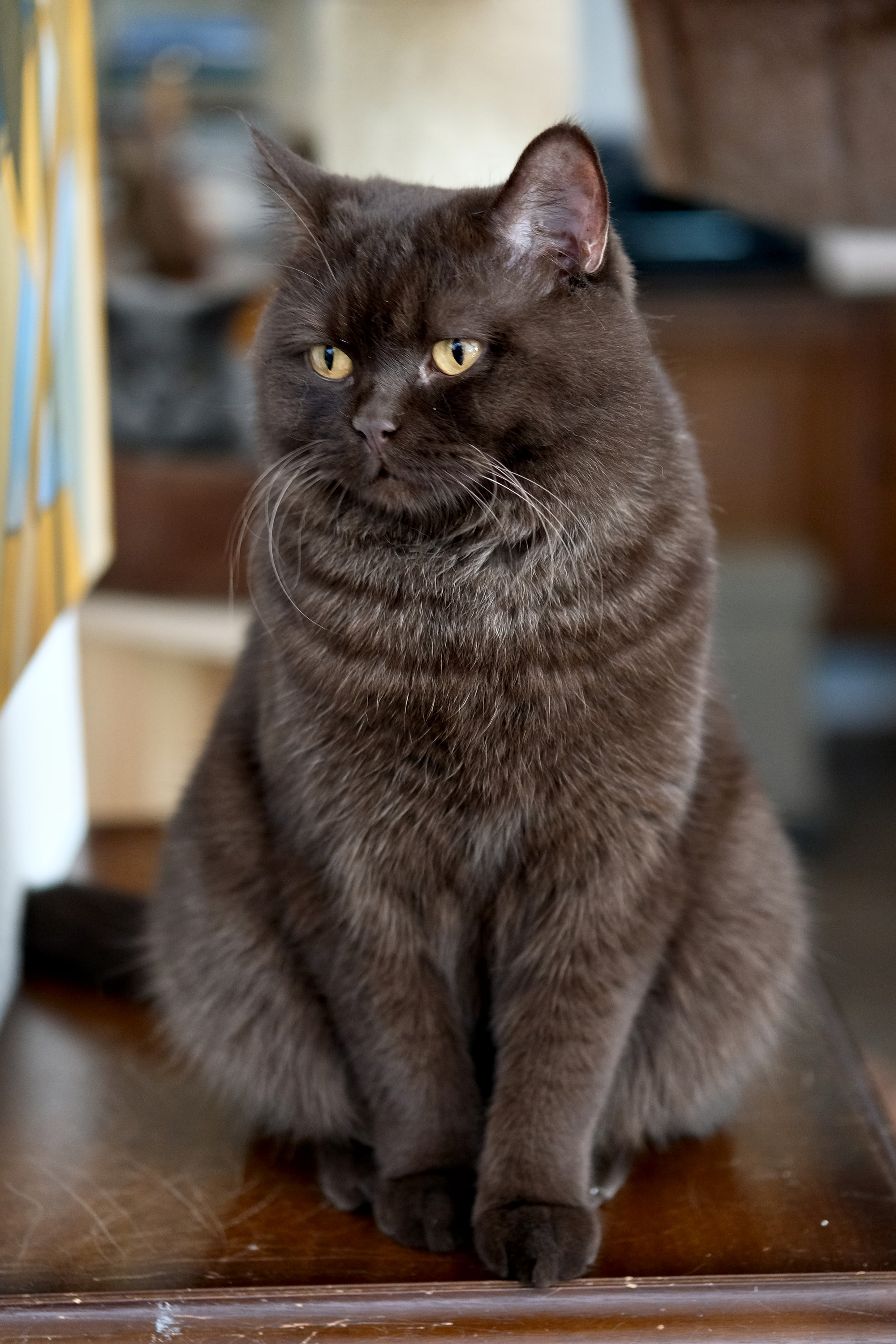
British chocolat.
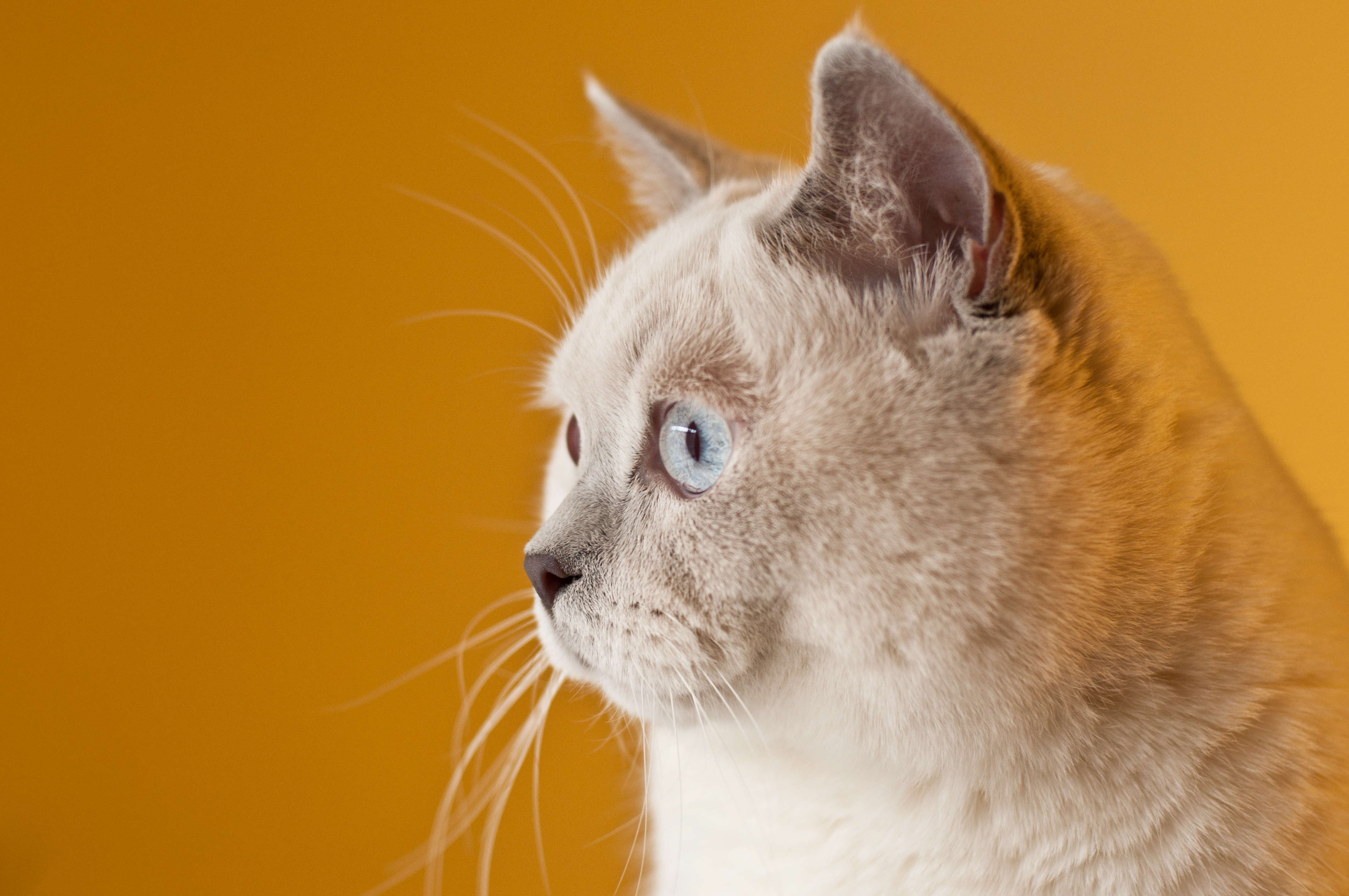
British lilas.

#### Robes blotched, mackerel et spotted tabby
Les tabby ont une robe qui se rapproche de celle des chats sauvages. Le chat sauvage d’Afrique Felis silvestris lybica, souvent considéré comme l'ancêtre des chats, porte d'ailleurs une robe mackerel tabby et les premiers chats de compagnie britanniques à l'origine des british shorthair étaient rayés. Ils sont rarement présentés en expositions, jugés trop proche des chats de gouttière.
On distingue les tabby marbrés, tigrés, mouchetés et ticketés. Les marbrés ont de larges rayures et des taches ovales apparaissent sur leurs flancs, tandis que les tigrés ont des rayures beaucoup plus fines et parallèles. Les mouchetés n'ont pas de rayures mais des taches rondes. Les ticketés n'ont pas de dessin sur le corps. Il existe de nombreuses races tachetées mais le spotted british shorthair est probablement la plus ancienne reconnue (depuis les années 1870).
Dans le pelage court et serré, les bandes larges ou étroites de couleur plus foncée apparaissent en grand relief sur le fond d'une teinte riche, quoique plus pâle. Les marques chez les tabby au poil court  doivent être nettes et distinctes, un grand soin est nécessaire lors de l'accouplement et de la reproduction. Un défaut grave et plutôt courant chez le silver tabby est une teinte de brun sur le visage, généralement sur le nez. Les femelles tabby orange sont plus rares que les mâles. Les tabby tachetés sont généralement bruns ou argentés. Les taches doivent être réparties uniformément sur le corps, les pieds et la queue. Un spécimen parfait ne devrait pas soupçonner une bande ou une barre n'importe où.

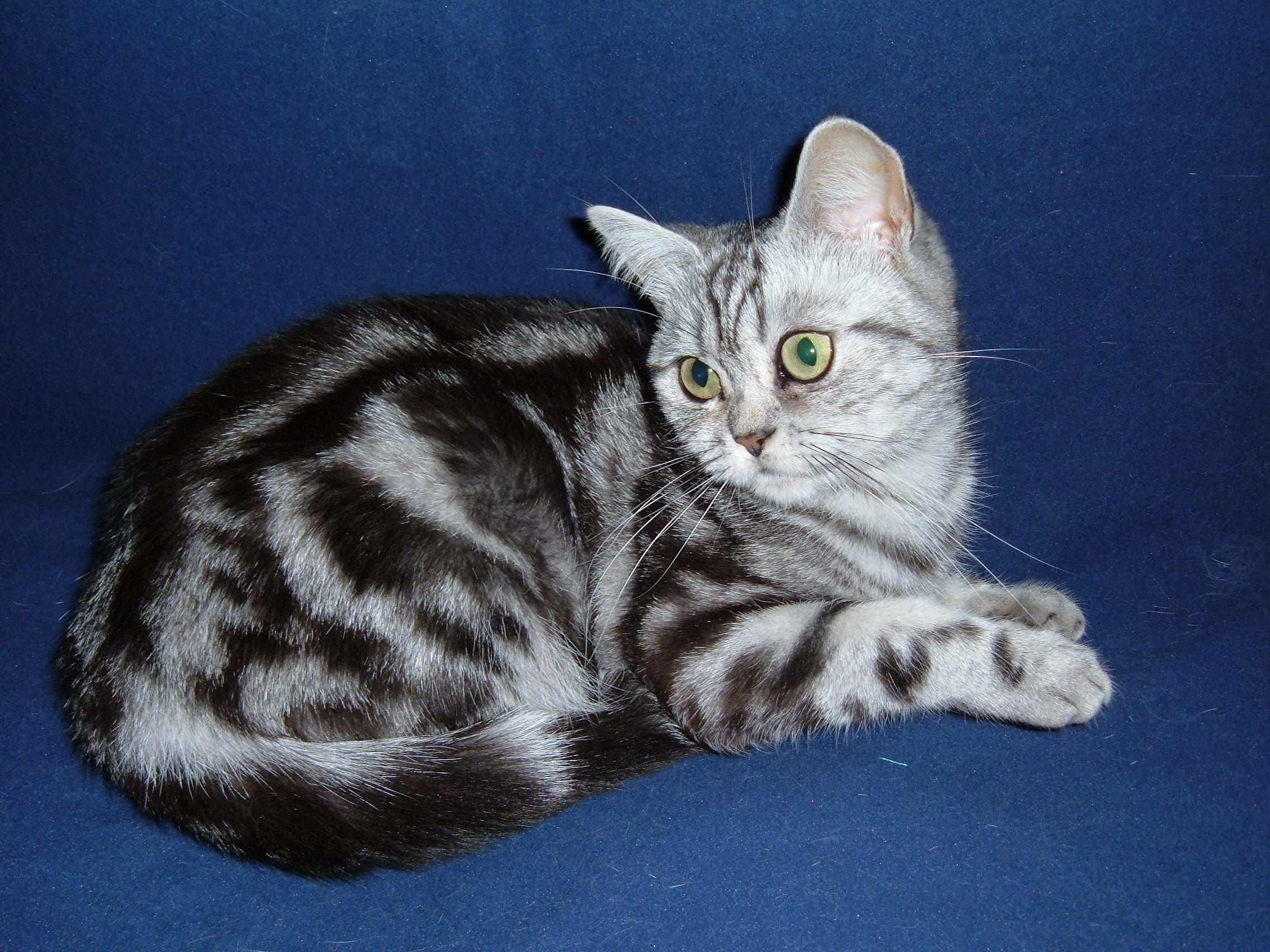
British black blotched tabby.
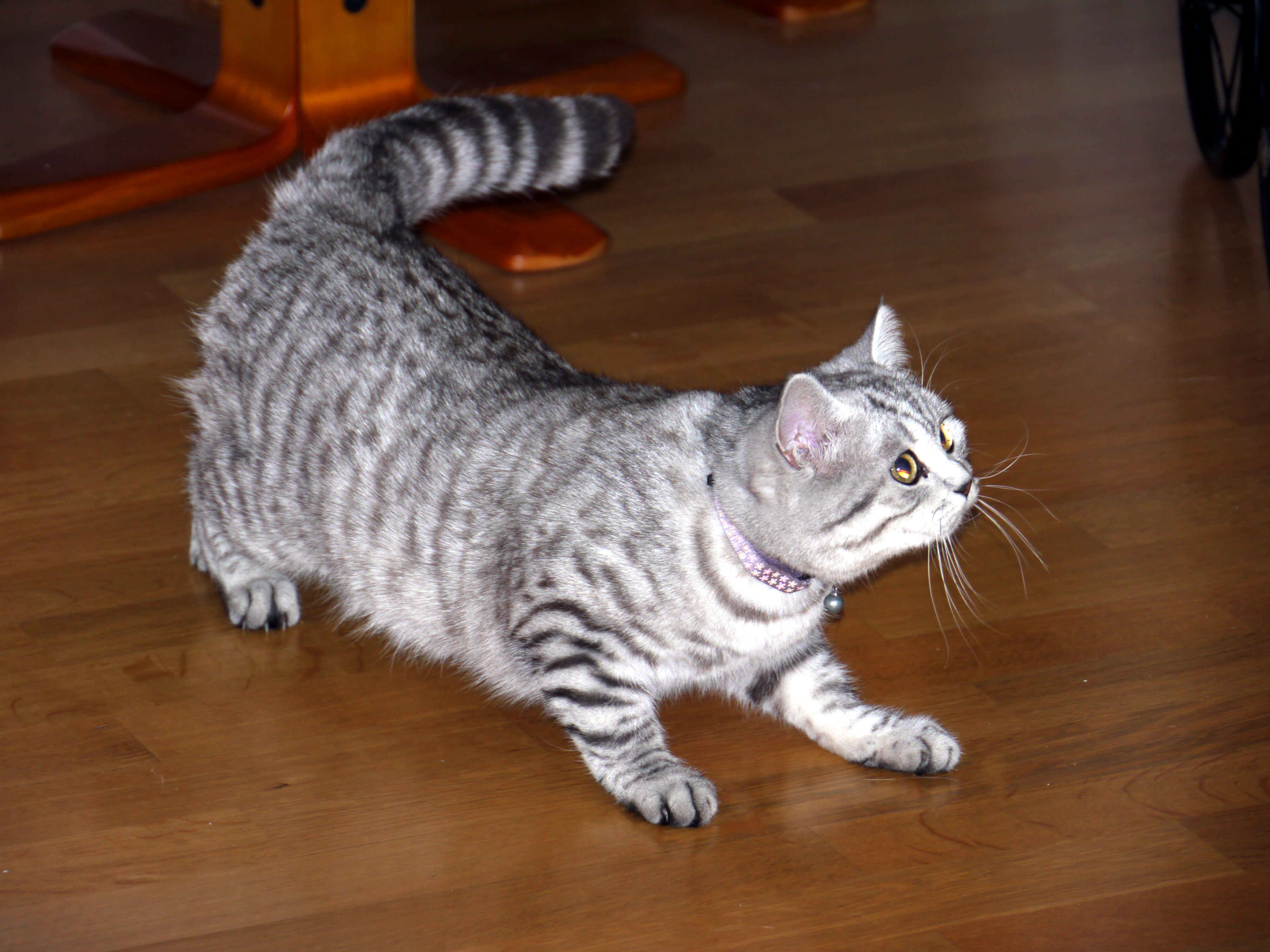
British black mackerel tabby.
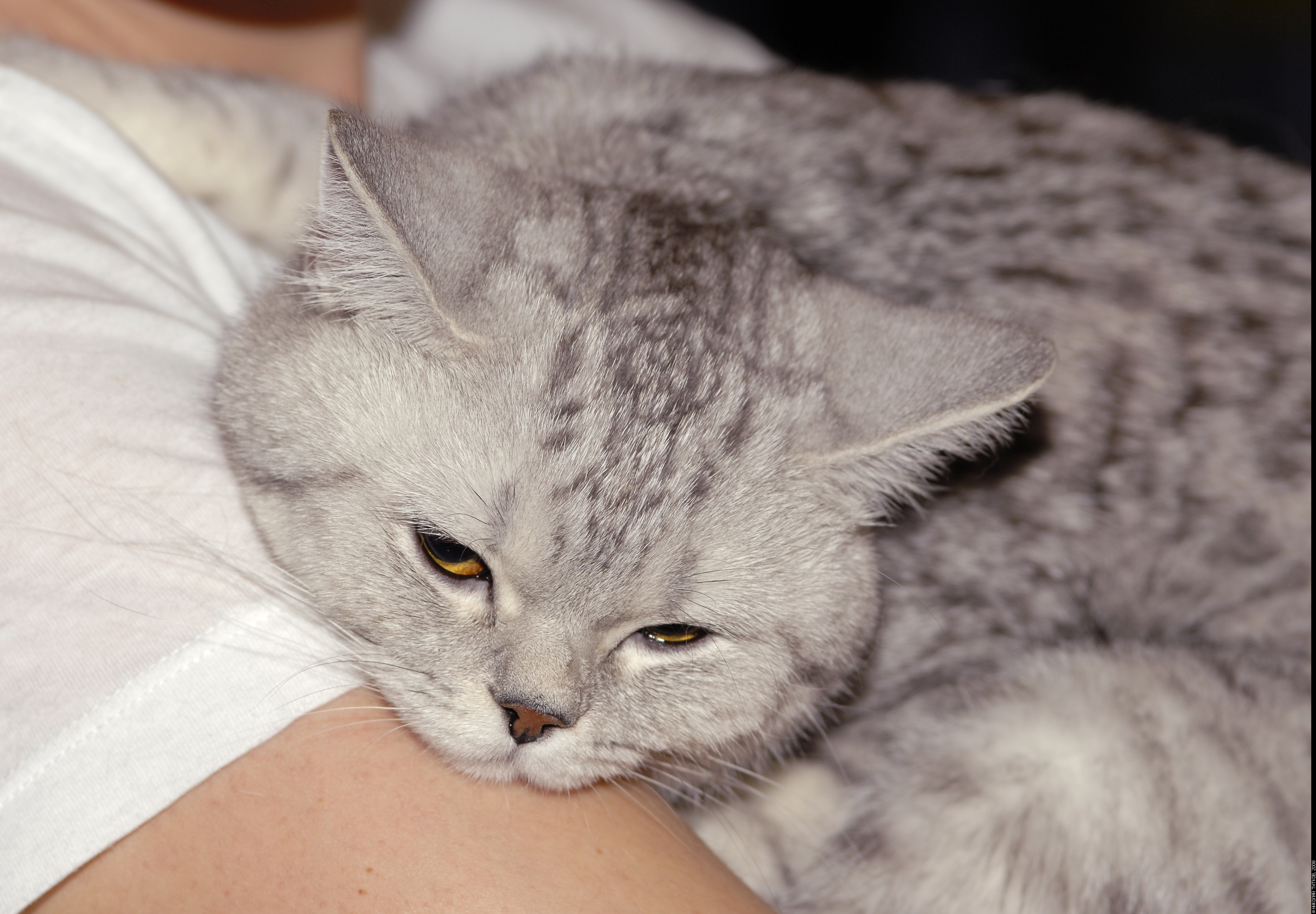
British black spotted tabby.

#### Robes particolores et écaille de tortue
Les robes particolores sont composées de deux ou trois couleurs de base et doivent contenir du blanc. Il existe plusieurs patrons : bicolore, arlequin et van, qui dépendent du pourcentage de blanc dans la répartition des couleurs : pour le van, seule la queue, les oreilles et le haut du crâne sont colorés ; l'arlequin a moins de la moitié de couleur mais plus que pour le van tandis que le bicolore a une moitié blanche et une moitié de couleur. Les tâches de couleur doivent être le plus symétrique possible pour donner une impression d'équilibre.
L'écaille de tortue est un mélange de la couleur de base avec du rouge ou de la crème selon le cas, uniformément mélangés, avec les deux couleurs clairement définies sur l'ensemble de l'animal mais sans aucune tache évidente d'aucune couleur. Une petite flamme sur le visage est permise. La tortie est représentée dans les combinaisons suivantes : noir, chocolat et cannelle avec rouge et bleu, lilas et fauve avec crème. Le tricolore possède des tâches rousses ou crème sur un fond blanc. Tout comme l'écaille de tortue, cette robe n'est portée que par des femelles, ou très rarement par des mâles qui sont alors stériles, comme Ballochmyle Batchelor, vainqueur d'une exposition en 1912 à Londres.

Les british particolores sont particulièrement difficiles à obtenir : les standards des différentes associations sont très exigent sur la répartition, la taille, la proportion des tâches, etc.

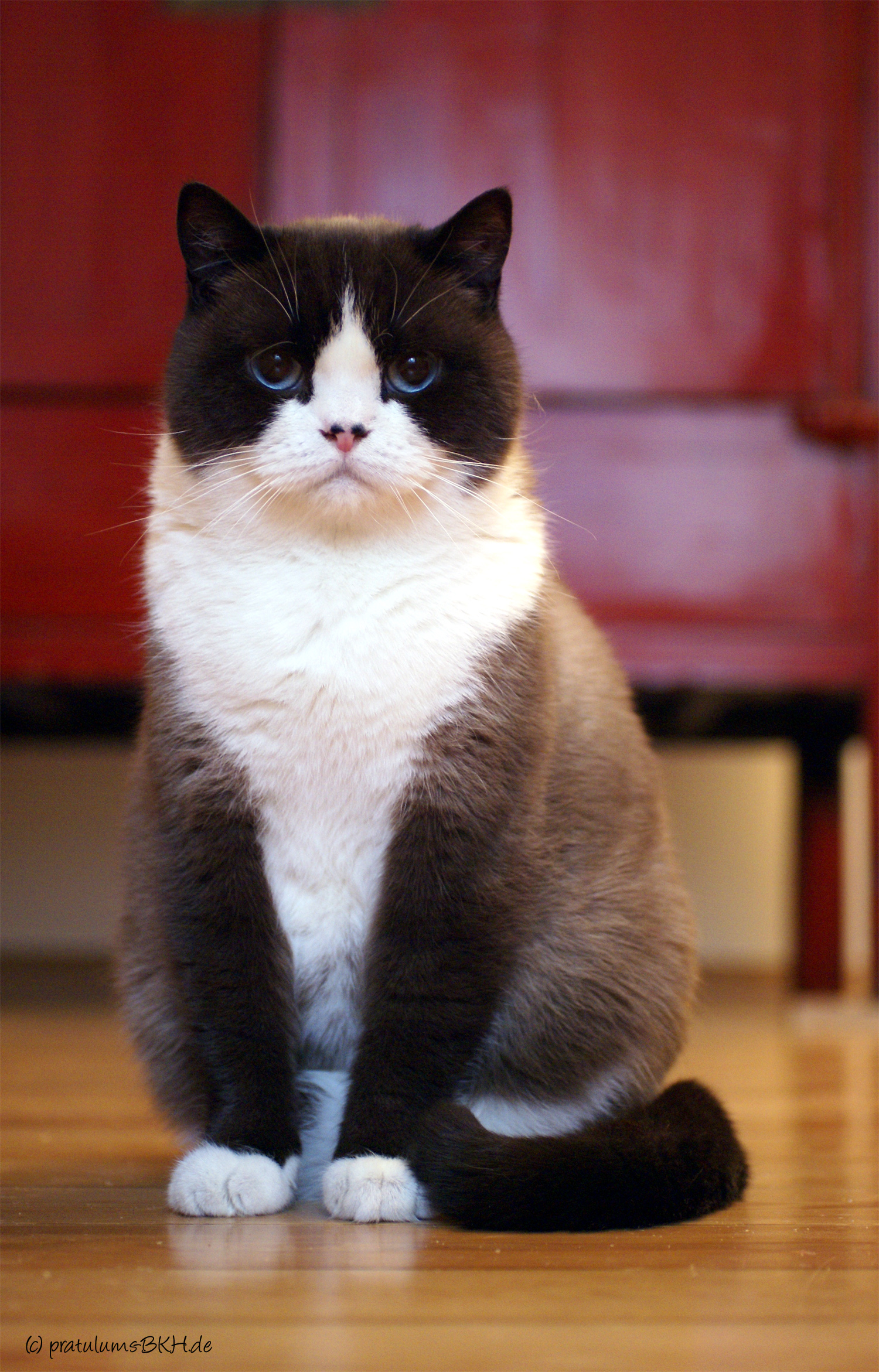
British bicolore chocolat.
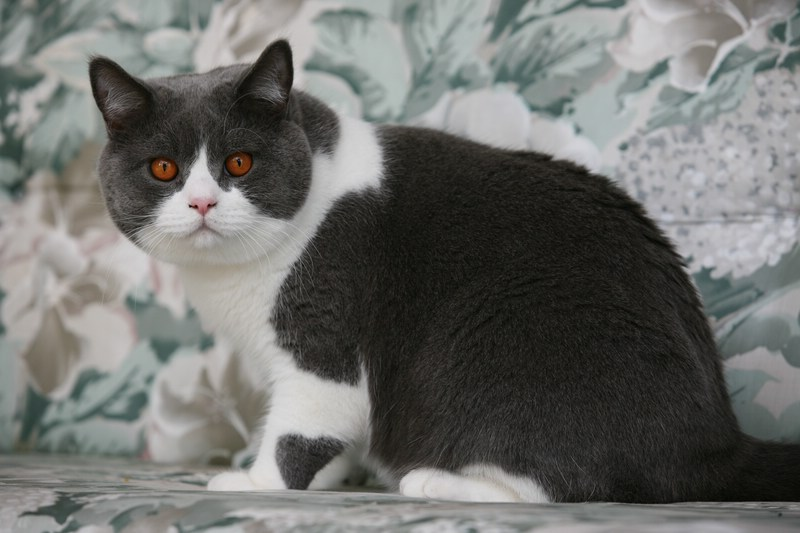
British bicolore bleu.
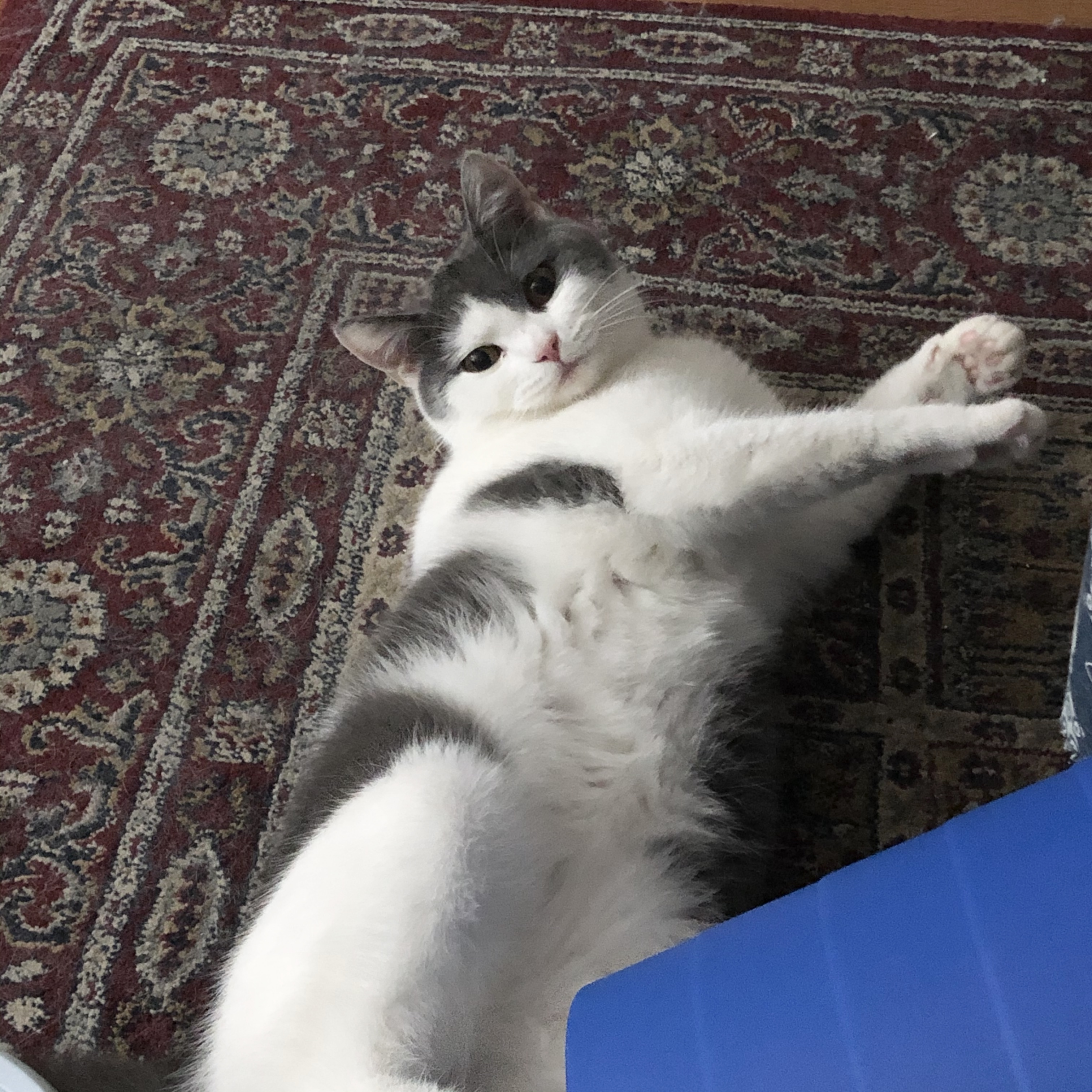
British arlequin bleu.
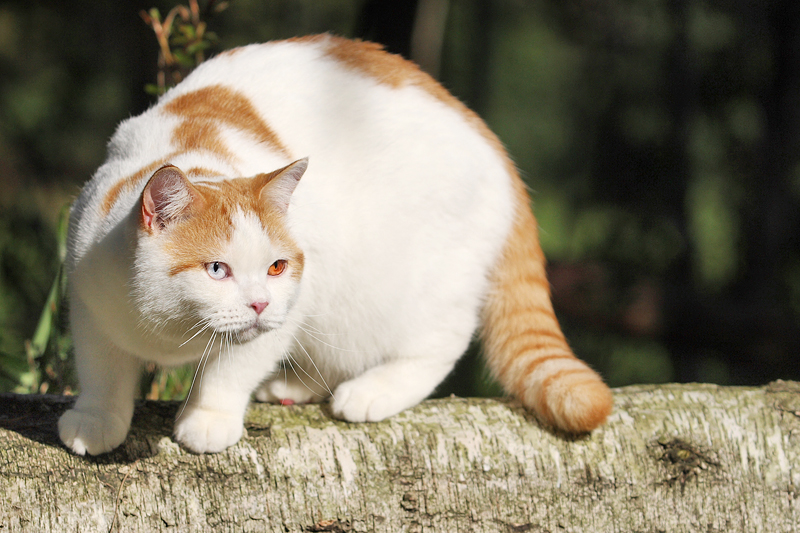
British van roux.
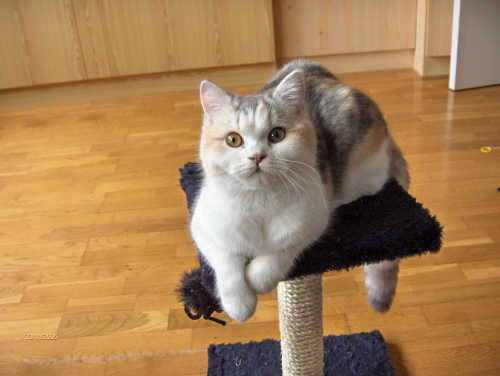
Femelle tricolore lilas crème et blanc.
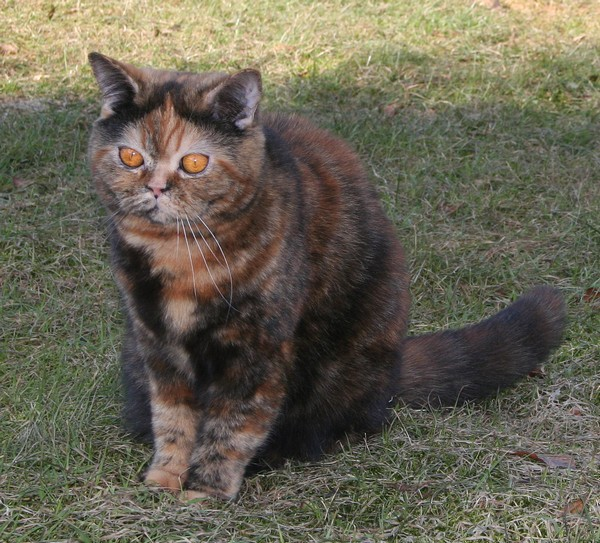
British écaille de tortue.

#### British silver shaded, golden et chinchillas
Dans les années 1970, un persan chinchilla a été accouplé à un british silver tabby, une initiative entreprise par l'éleveur anglais Norman Winder. Un programme d'élevage s'ensuivit, qui comprenait le british bleu et d'autres chats argentés, aboutissant au développement du black tipped tel que nous le connaissons aujourd'hui. La première chatte british silver tipped noir fut exposée en 1973. Le tipped est reconnu comme un pelage de british distinct en 1978et la variété fut reconnue par le GCCF en 1980. Pour les shaded et chinchillas, les marques tabby sont autorisées.
Le silver shaded possède une robe d’apparence blanche : ses poils sont légèrement colorés aux extrémités (un quart du poil) et blancs à la racine, ce qui cause des reflets changeants lorsque le chat est en mouvement. Toutes les couleurs de base sont acceptées ; néanmoins, le black silver shaded (chat aux poils noirs et blancs) reste le plus courant. Le silver shaded doit avoir les yeux vert émeraude, mais certaines associations acceptent le orange. Le chinchilla silver est un dérivé de cette robe. L'ensemble est plus pâle, plus léger, car la couleur représente un huitième du poil. Le golden shaded est une version d'apparence rousse du silver shaded : ses poils sont bruns orangés à la racine et noirs aux extrémités. Ses yeux sont de préférence verts.
Des croisements avec le british longhair sont autorisés. Les mariages de highland fold et scottish fold ainsi que le Highland straight et Scottish straight sont également autorisés avec cette race, mais les chatons seront recensés sous la race highland ou scottish fold si les chatons ont les oreilles pliées, scottish ou highland straight si les chatons ont les oreilles droites, et non sous la race british shorthair.

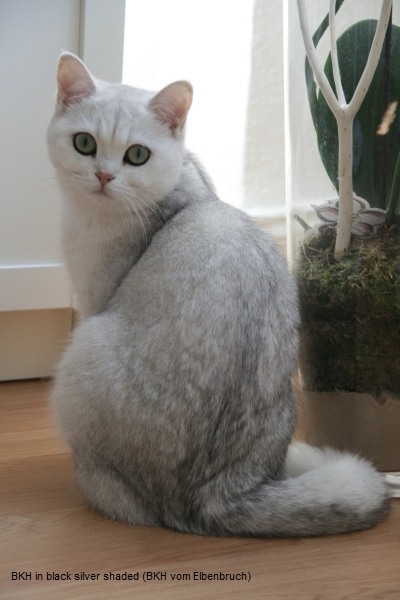
British black silver shaded.
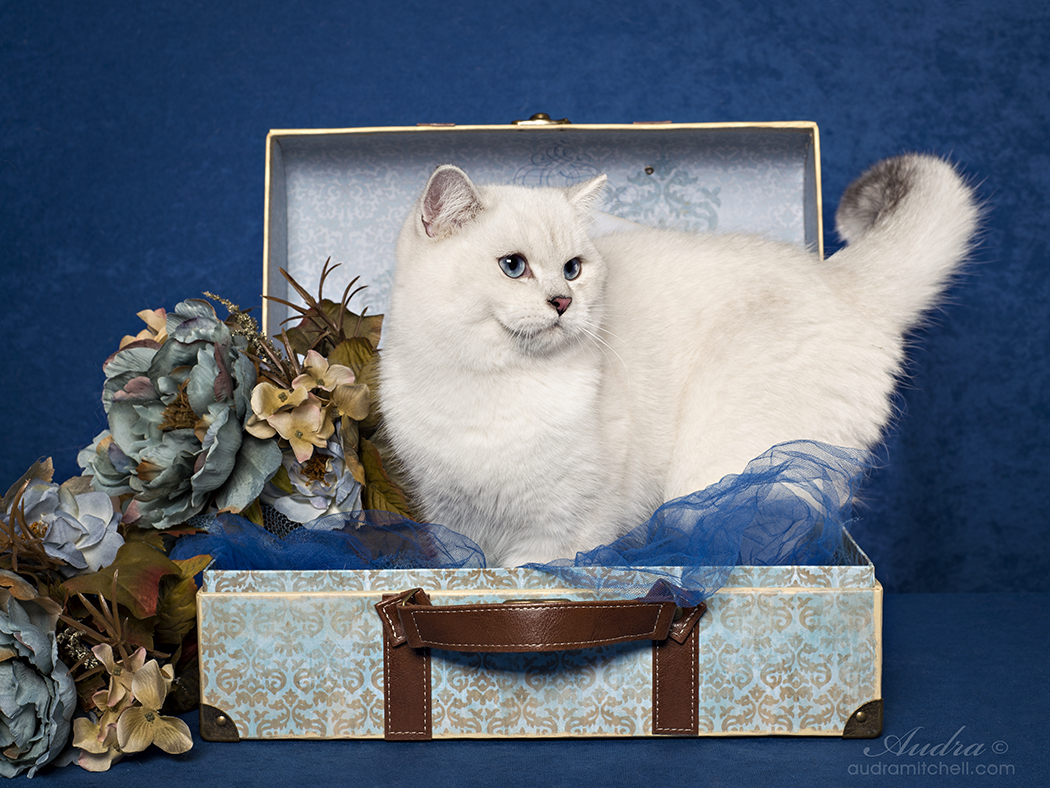
British black silver chinchilla.
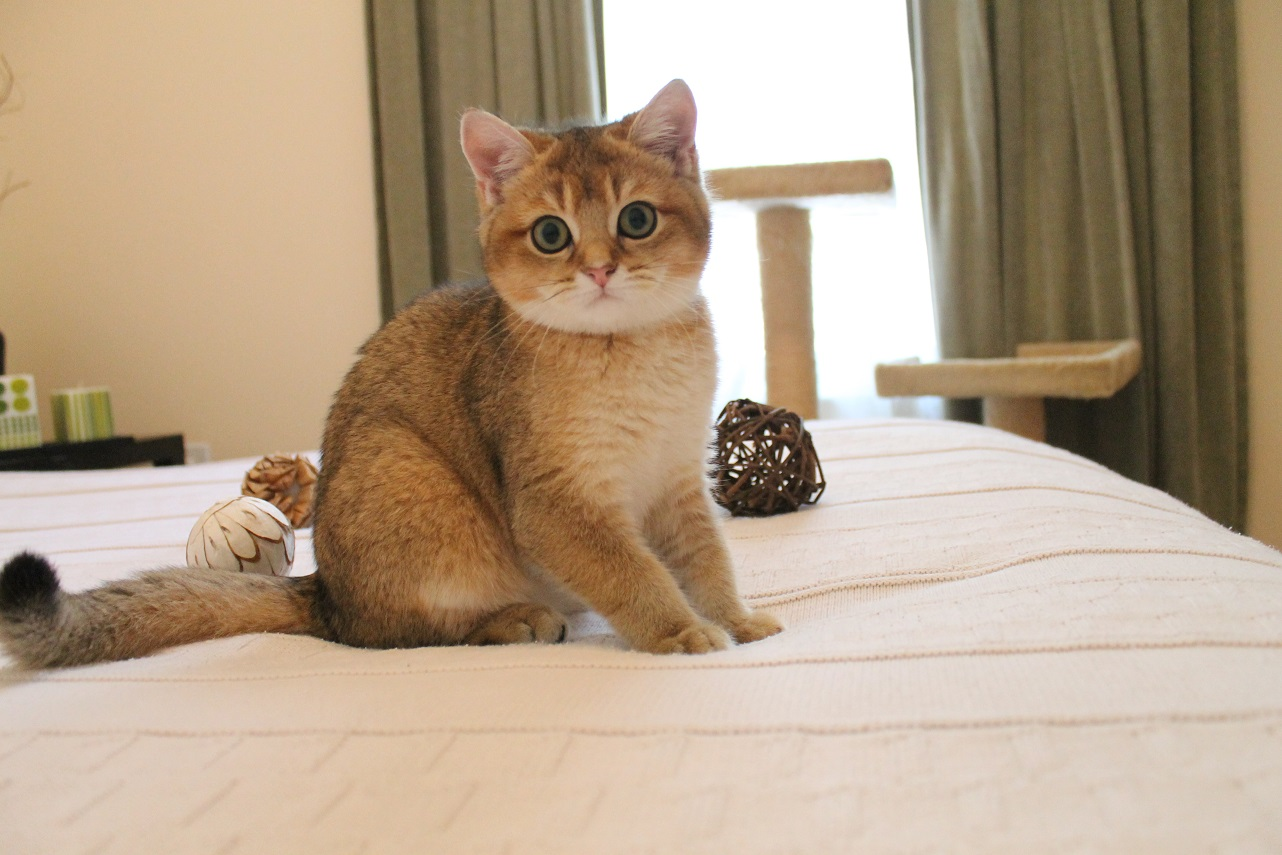
Chaton british black golden shaded.
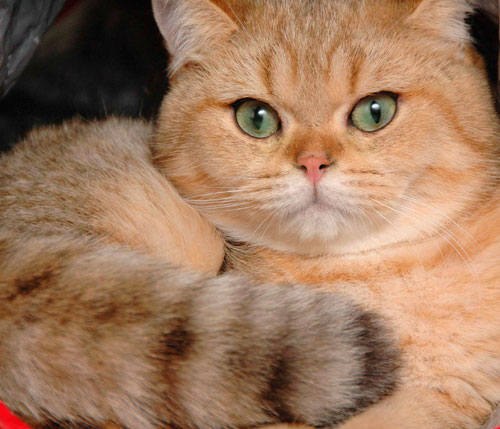
British black golden chinchilla.

#### British colourpoint

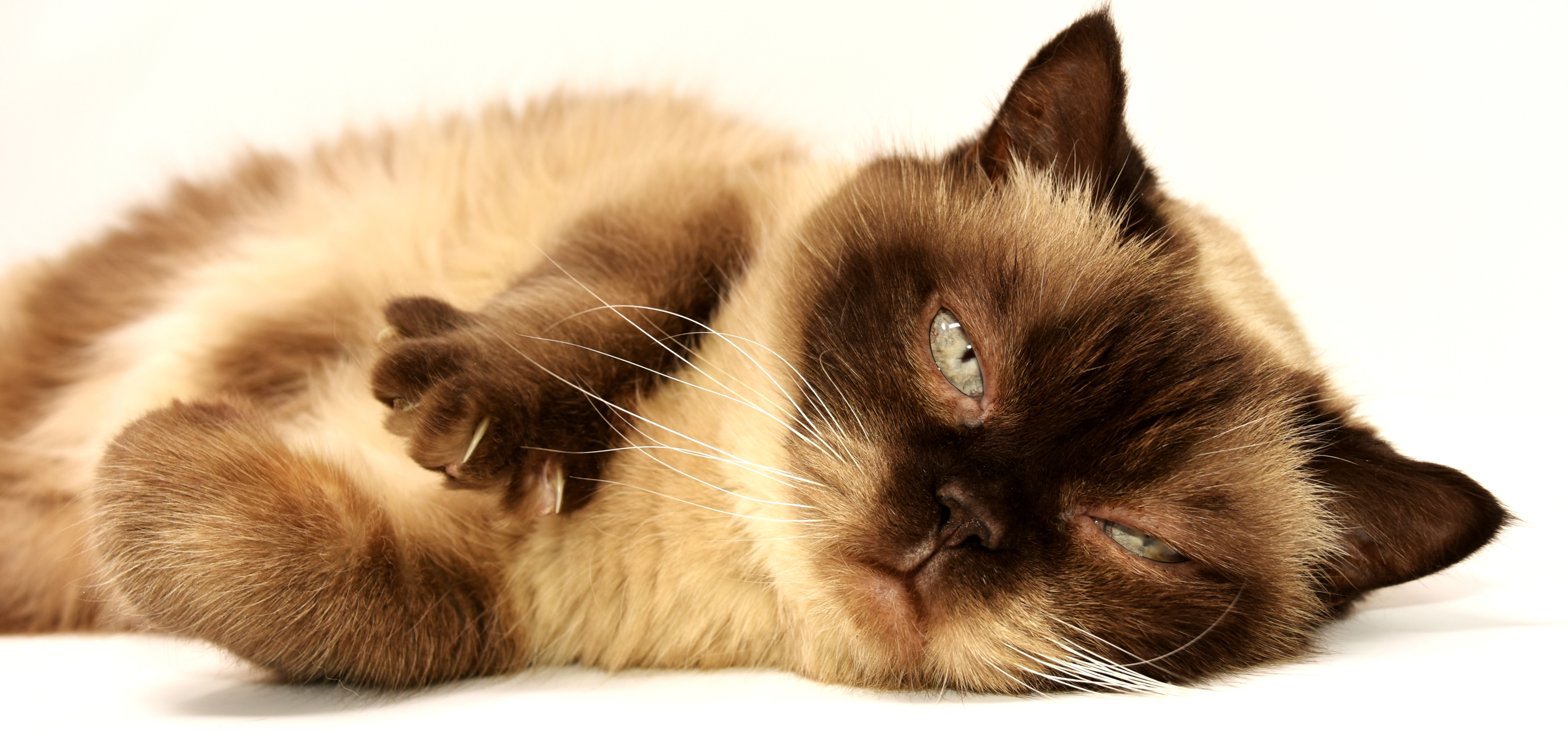
Un british colourpoint chocolat.

Le colourpoint est un patron où les extrémités du chat (visage, oreilles, queue et pattes) apparaissent plus foncées que le reste de son corps qui est beige. La plus répandue est la robe seal point c'est-à-dire avec des extrémités noires, bien que d'autres couleurs tel que le bleu, le chocolat soient acceptées.
Causé par ce que l'on appelle le gène de l'Himalaya, il provient des siamois et se produit maintenant dans de nombreuses autres races, tel que le british shorthair. Ce n'est que dans les années 1980 que le motif colourpoint a été introduit chez le british shorthair : un groupe d'éleveurs avait décidé de croiser un persan colourpoint avec un british bleu. Le développement du trait dépend de la température, la couleur plus foncée se formant sur les parties les plus froides du corps. Les chatons naissent sans ces marquages et les points de couleur se développent avec le temps face, oreilles, pattes et queue ; tandis que le reste du corps est beige, plus ou moins foncé en fonction de la couleur des extrémités.

## Races dérivées ou améliorées par le british shorthair

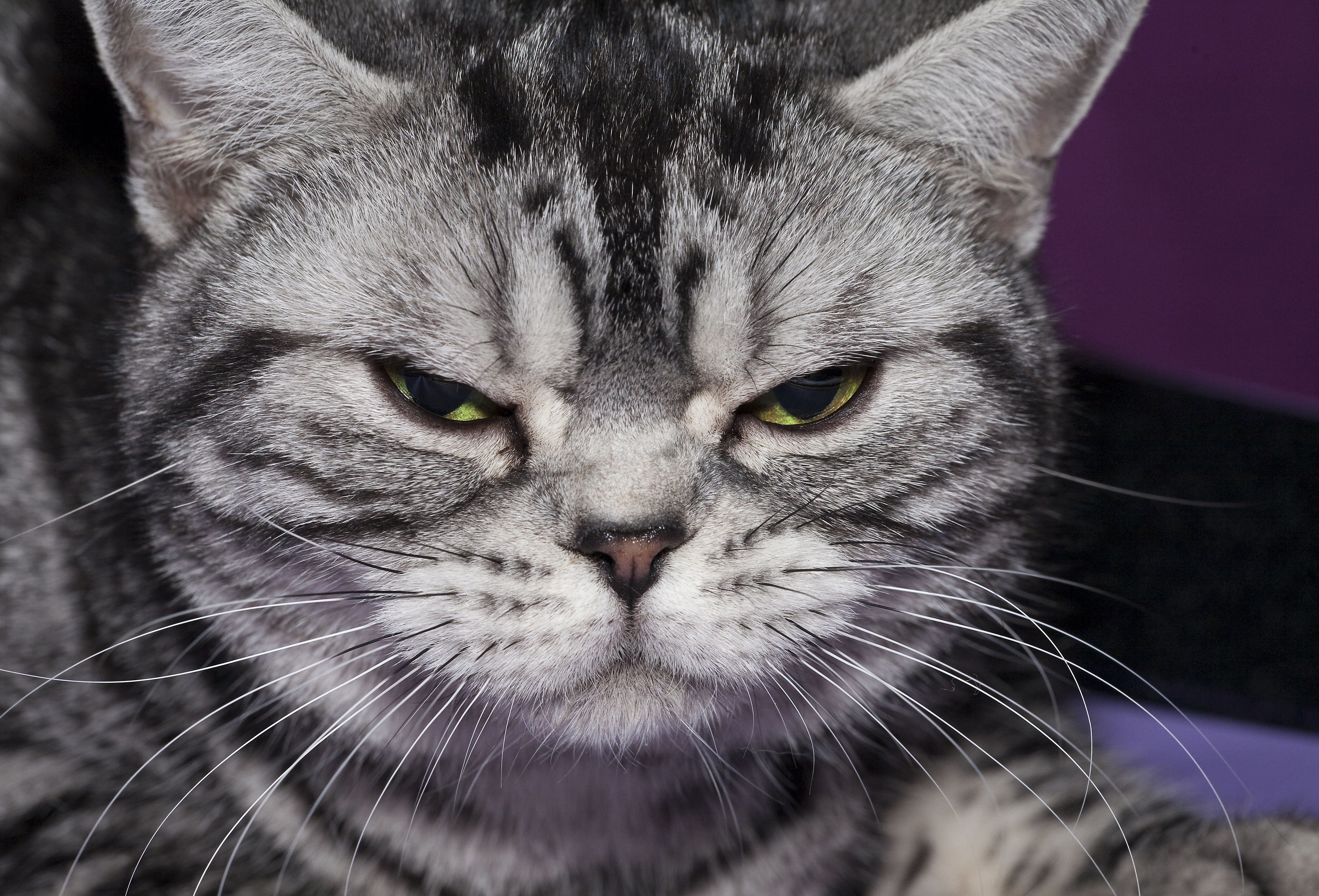
American shorthair black blotched tabby.

### L'american shorthair
Article détaillé : American shorthair.
Au début des années 1900, des american shorthair sont croisés avec des british pour améliorer le physique de cette race. Les american, n'ayant pas de persans dans parmi leurs ancêtres, ont le corps, le nez et les jambes plus longues que les british ; leur museau est carré, leurs oreilles sont larges, leur tête est plus allongée et ils sont moins détendus, moins dociles, plus actifs. Ils sont notamment plus petits que le british; dont la taille a augmenté à la suite des croisements avec des persans. En matière de pelage, le pattern tabby si répandu chez l'american est plutôt rare chez le british.
En 1904, la Cat Fanciers' Association enregistre Buster Brown en tant que représentant de la race, qui a des british shorthair parmi ses ancêtres.

### Le british longhair

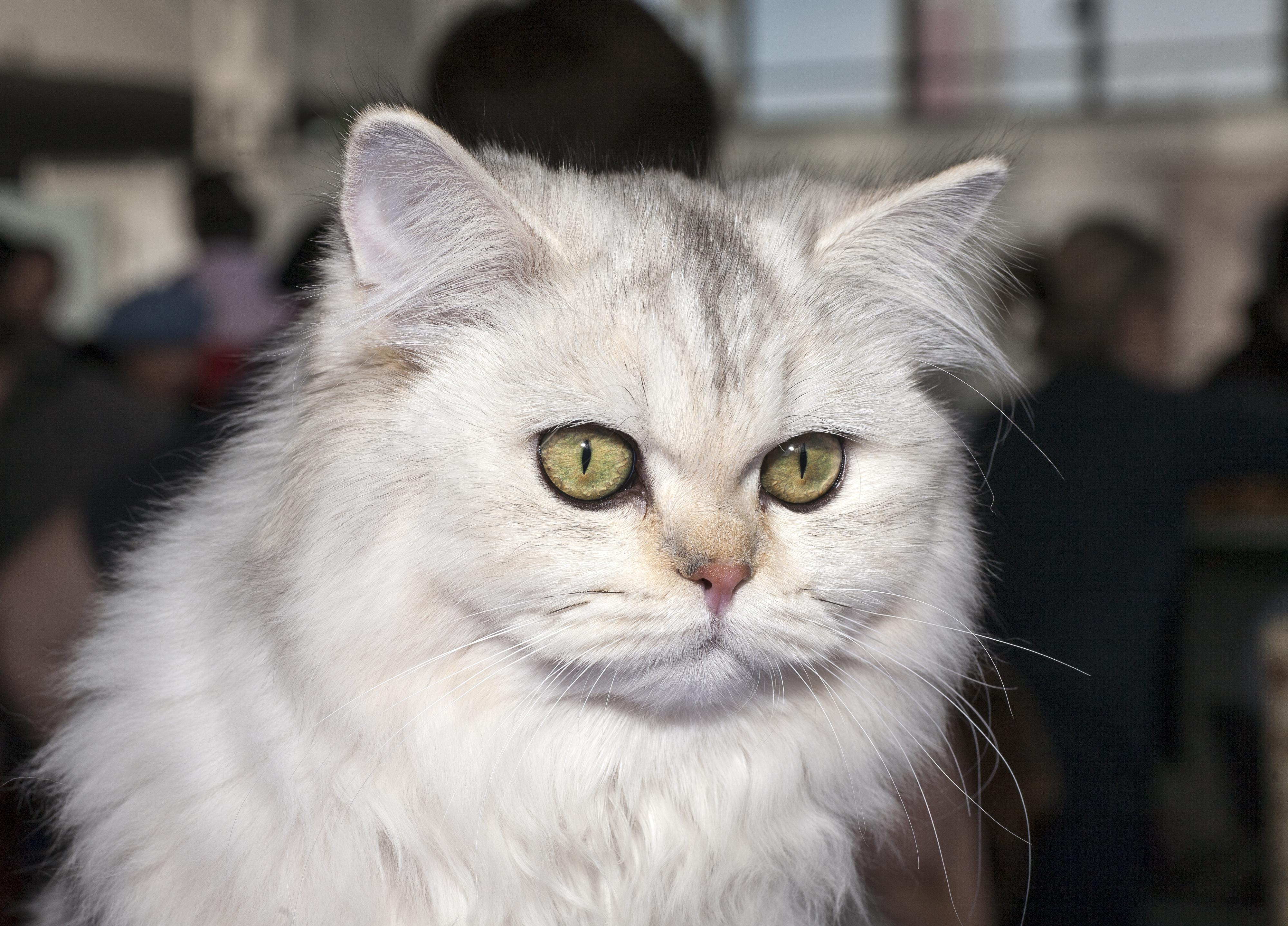
British longhair silver shaded.

Article détaillé : british longhair.
Le british longhair est une variété de british à poils longs. Lorsque, durant la Première Guerre mondiale, la race british shorthair était menacée de disparition, elle fut croisée avec des persans qui introduirent le gène des poils longs, à l'origine du british longhair. Cette nouvelle race mis du temps à être reconnue par les différentes associations félines. Ces deux races partagent donc une histoire commune mais le british longhair demeure plus rare et peu populaire. Il est d'ailleurs considéré comme une simple variante du shorthair par le GCCF et ne peut donc se présenter en expositions au Royaume-Uni.

### Le céleste shorthair
Article détaillé : Céleste (chat).
Le céleste shorthair est une race préliminaire récente reconnue en 2022 par le LOOF, issue du croisement entre un ojos azules aux yeux vairons et des british shorthair. Il a hérité ses formes du british et de nombreuses autres caractéristiques comme sa taille ou encore la texture de son pelage, mais ses couleurs particulières proviennent de l'ojos azules.

## Caractère
Les british mettent du temps par rapport à de nombreuses races à devenir matures. Ils ont un tempérament calme et tranquille, assez doux,. Ils griffent ou mordent quasiment jamais les humains, auxquels ils s'attachent beaucoup. Ils sont affectueux, faciles à vivre et apprécient les caresses, mais restent auprès de leur maîtres sans se montrer collants. Ils peuvent déprimer s'ils sont laissés seuls trop longtemps malgré leur comportement indépendant, et ont besoin de se sentir en sécurité. Ils aiment suivre leurs propriétaires de pièce en pièce,, car ils aiment leur compagnie ou souhaitent les surveiller. Ils ne sont pas connus pour être des acrobates et peuvent parfois avoir tendance à être maladroits.
Ils ne demandent pas beaucoup d'attention, bien qu'ils fassent savoir à leur propriétaire s'ils ont envie de jouer. Ce sont des chats gourmands, qui ne sont pas hyperactifs, préférant s'asseoir près de leurs propriétaires plutôt que sur eux. Ils aiment l'attention et aiment se faire caresser. Les chats de cette race sont peu bavards mais miauleront de leur voix douce pour communiquer avec leurs propriétaires. Certains ne voient pas d'inconvénient à être câlinés, mais la plupart préfèrent garder les quatre pattes au sol et être caressés plutôt que ramassés,. Ces chats sont sociables et s'adaptent très bien à la présence d'enfants ou d'autres animaux.

## Élevage

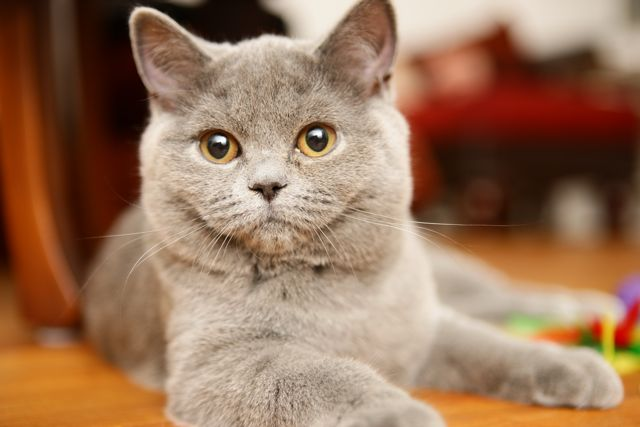
Un chaton british shorthair bleu de 5 mois.

### Acquisition d'un british shorthair
Le prix d'un british shorthair varie fortement selon l'âge, la descendance et les qualités esthétiques de l'individu, mais également selon l'éleveur. En 2020, les prix observés en France pour un chaton destiné à la compagnie (c'est-à-dire qui ne servira pas de reproducteur et ne sera pas présenté en concours) peuvent atteindre 1 800 euros (pour les chatons descendant de célèbres british très primés) ; aux États-Unis, un chaton de compagnie est vendu entre 1 000 et 1 200 dollars en 2007.
Habituellement, les éleveurs proposent des chatons âgés de 12 à 16 semaines. Les experts semblent convenir que les chatons commencent à créer des liens avec les humains vers l'âge de 12 semaines. Après, les chatons reçoivent leurs inoculations de base, sont sevrés et ont le temps de s'adapter. La plupart des éleveurs exigent qu'ils restent en sécurité à l'intérieur et qu'ils soient stérilisés.

### Entretien
Le british shorthair est un chat facile à entretenir. Il ne nécessite pas de bain, bien que certains de ses représentants apprécient l'eau, mais demande un toilettage modéré, sauf en période de mue où sa fourrure double et nécessite de vigoureux brossages. Sa fourrure peut être lustrée avec un gant de toilette ou un foulard en soie. En vieillissant, le félin peut avoir du mal à se toiletter ; il faut alors l'aider à s'occuper de son pelage. Les yeux et les oreilles doivent être nettoyés si nécessaire avec un coton.
Ce chat a tendance à prendre de l'embonpoint ; son alimentation est donc à surveiller pour éviter une importante prise de poids.

### Santé
Le comité d'élevage du Royaume-Uni considère le british shorthair comme un chat à longue durée de vie, avec une espérance de vie de 14 à 20 ans. Les données des cliniques vétérinaires en Angleterre montrent une durée de vie médiane de 11,8 ans. Les données des assurances suédoises placent la durée de vie médiane de la race à plus de 12,5 ans. 82 % des british shorthairs ont vécu jusqu'à 10 ans ou plus et 54 % ont vécu jusqu'à 12,5 ans ou plus.
Des chercheurs pensent que les british présentent un risque élevé de développer une maladie polykystique des reins (PKD), la maladie génétique la plus répandue chez les chats, surtout chez les persans, car ils ont à de nombreuses reprises été croisés avec ces chats aux poils longs. Cette mutation génétique provoque une hypertrophie des reins composée de canaux kystiques dilatés, entraînant une insuffisance rénale précoce et la mort. La PKD peut être détectée par un test génétique ou une échographie qui permettent aux éleveurs de savoir qules chats doivent être écartés de leur programme d'élevage. Il n'existe pas de cure pour la PKD, mais des médicaments peuvent soulager ses effets et ralentir son évolution. 
La cardiomyopathie hypertrophique (HCM), une maladie très fréquente chez les chats, peut être problématique pour cette race. Chez le british, elle est héréditaire. Une étude de prévalence danoise portant sur plus de 329 chats a montré que 20,4 % des mâles et 2,1 % des femelles avaient une HCM. De plus, 6,4 % des mâles et 3,5 % des femelles ont été jugés équivoques. 
L'hyperthyroïdie, maladie causée par une production excessive d'hormones thyroïdiennes, est courante chez le chat, surtout chez les plus âgés, et peut se manifester par la perte de poids, le halètement ou encore le pelage gras. 
Il y a également un risque d'avoir une cystite qui affecte les voies urinaires des chats et entraîne une inflammation de leur vessie, risque qui augmente avec l'âge.

## Apparitions dans la culture populaire

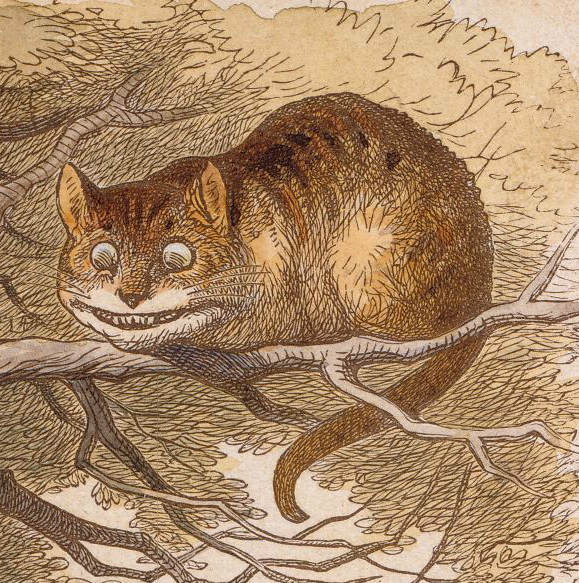
Illustration du chat du Cheshire, par John Tenniel.

Le chat du Cheshire, étrange chat souriant qui apparaît et disparaît à volonté dans Alice au pays des merveilles de Lewis Carroll paru en 1865 est représenté par un british shorthair,. Jerry Pinkney, dans son adaptation du Chat Botté de Charles Perrault « Puss in Boots (en) », représente d'ailleurs le chat par un british shorthair. C'est un british shorthair qui figure sur le Lolcat « I can has Cheezburger ? », surnommé Happy Cat. Il apparait également dans le cinéma comme dans Desperate Housewives, The Electrical Life of Louis Wain, The Stepfather , Outlanderou encore Simetierre. Un chaton british shorthair joue également le rôle de Russian blue dans le film Comme chiens et chats. Glitter était un british shorthair silver tabby qui jouait dans les publicités de Whiskas : gros et joyeux, il avait la réputation de faire une sieste entre les séances de photographies. Cette race est citée dans le Guinness World Records depuis que Smokey a battu le record du plus bruyant ronronnement émis par un chat domestique (67,8 dB). Un british shorthair bleu est également la figure de proue de la marque Sheba,.